# Le Temps des cerises

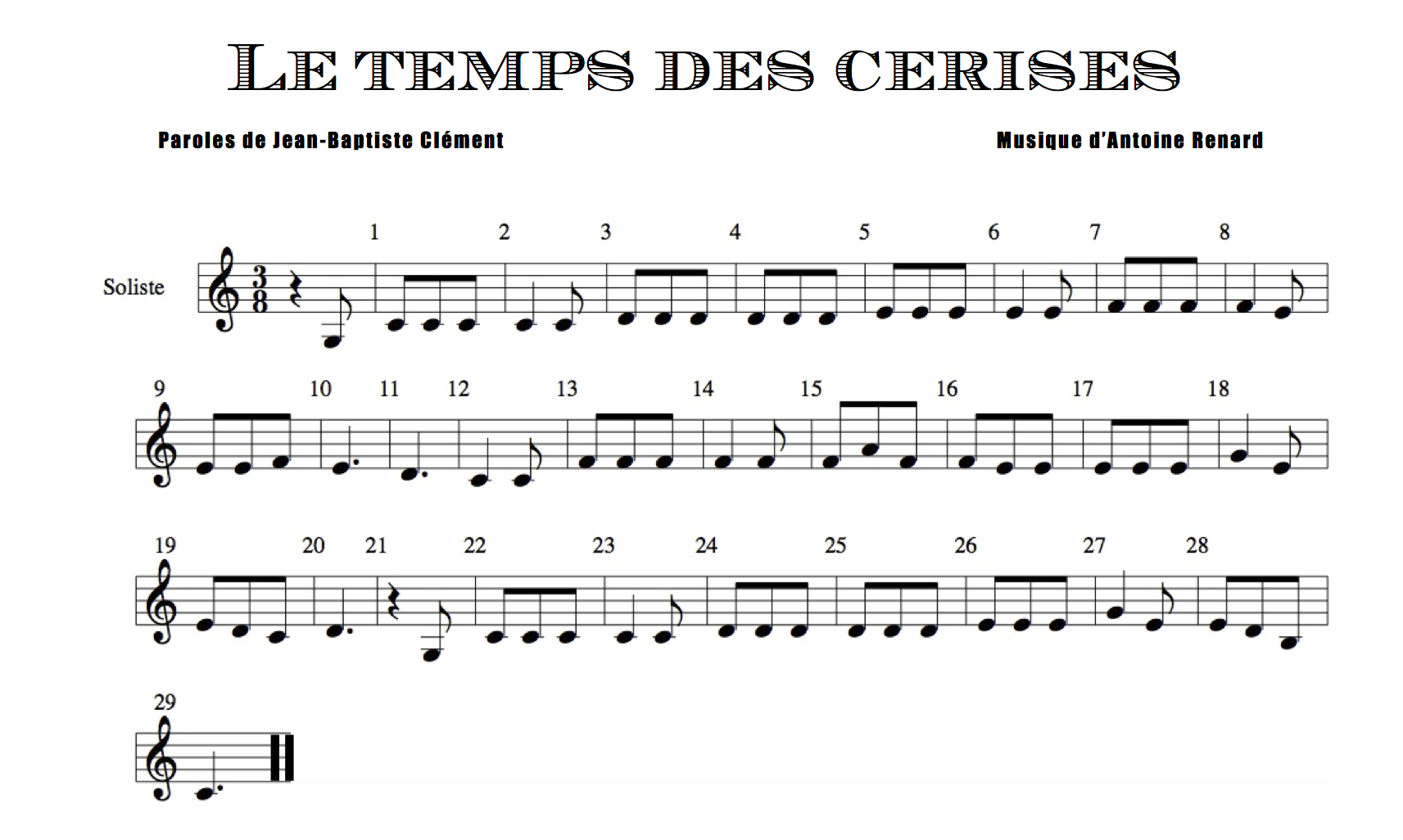
Le temps des cerises (mélodie en Do)

Le Temps des cerises (Französisch: [lə tɑ̃ de səʁiz], Die Zeit der Kirschen) ist ein im französischsprachigen Raum sehr bekanntes Volkslied, Liebeslied und später Protestlied, das 1866 von Jean-Baptiste Clément (Text) und Antoine Renard (Musik) geschrieben wurde.

## Geschichte
Der ursprüngliche Text handelt von einer verlorenen Liebe, drückt aber auch Mut und Hoffnung auf erfüllte künftige Liebe aus. Das Lied erhielt nach der Niederschlagung der Autonomieregierung der Pariser Kommune eine weitere Bedeutung als eine Metapher über die erlittene Niederlage, verbunden mit der Hoffnung auf zukünftige Lebensumstände, wenn die Revolution die sozialen und wirtschaftlichen Verhältnisse geändert haben würde. Es erhielt weitere Strophen, von denen angenommen wird, dass sie einer Krankenschwester gewidmet wurden, die in der „blutigen Maiwoche“ gekämpft hat, als die Truppen der regulären Französischen Armee die Kommunarden stürzten.

## Rezeption
In Saint-Denis spielt die Uhr des Rathauses zu jeder vollen Stunde abwechselnd entweder Le roi Dagobert a mis sa culotte à l’envers oder Le temps des cerises.
Das Lied inspirierte die Kommunistische Partei Böhmen und Mähren, zwei Kirschen in ihr Logo zu integrieren.
In Deutschland ist das Lied weniger bekannt. Eine deutsch-französische Version von Le Temps des cerises sang der Liedermacher Wolf Biermann bei einem Konzert in den Leipziger Messehallen am 1. Dezember 1989 kurz nach der Öffnung der innerdeutschen Grenze. Das Konzert wurde erstmals sowohl im bundesdeutschen als auch im DDR-Fernsehen live übertragen. Der Liedermacher Reinhard Mey nahm eine Version des Liedes auf Französisch für sein Album Bunter Hund (2007) als Hidden Track auf. Gemeinsam mit Hannes Wader als zweitem Sänger und Ulla van Daelen an der Harfe gibt es eine weitere Einspielung des Liedes bei YouTube. Auf Waders Album Noch hier – Was ich noch singen wollte singt er es ebenfalls zusammen mit Mey.

## Text
Es gibt viele Versionen, aber die folgende ist wohl die bekannteste. Sie wurde insbesondere durch den Chansonnier Yves Montand weltberühmt:
Quand nous chanterons le temps des cerises,

Et gai rossignol et merle la guère

Seront tous en fête.

Les belles auront la folie en tête

Et les amoureux du soleil au cœur.

Quand nous chanterons le temps des cerises,

Sifflera bien mieux le merle moqueur.

Mais il est bien court le temps des cerises,

Où l’on s’en va deux cueillir en rêvant

Des pendants d'oreilles,

Cerises d’amour aux robes pareilles

Tombant sous la feuille en gouttes de sang.

Mais il est bien court le temps des cerises,

Pendants de corail qu’on cueille en rêvant.

Quand vous en serez au temps des cerises,

Si vous avez peur des chagrins d'amour

Évitez les belles.

Moi qui ne crains pas les peines cruelles,

Je ne vivrai point sans souffrir un jour.

Quand vous en serez au temps des cerises,

Vous aurez aussi des peines d'amour.

J’aimerai toujours le temps des cerises :

C’est de ce temps-là que je garde au cœur

Une plaie ouverte,

Et Dame Fortune, en m’étant offerte,

Ne pourra jamais fermer ma douleur.

J’aimerai toujours le temps des cerises

Et le souvenir que je garde au cœur.